# Lynique Beneke
Lynique Prinsloo, coniugata Beneke (Springs, 30 marzo 1991), è una lunghista sudafricana.
È coniugata con l'ostacolista PC Beneke.

## Palmarès
| Anno | Manifestazione      | Sede           | Evento         | Risultato | Prestazione | Note  |
| ---- | ------------------- | -------------- | -------------- | --------- | ----------- | ----- |
| 2012 | Campionati africani | Porto-Novo     | Salto in lungo | Bronzo    | 6,09 m      |       |
| 2013 | Mondiali            | Mosca          | Salto in lungo | 27ª (q)   | 6,17 m      |       |
| 2015 | Giochi panafricani  | Brazzaville    | Salto in lungo | 5ª        | 6,13 m      |       |
| 2016 | Campionati africani | Durban         | Salto in lungo | 5ª        | 6,20 m      |       |
| 2016 | Giochi olimpici     | Rio de Janeiro | Salto in lungo | 33ª (q)   | 6,10 m      |       |
| 2017 | Universiadi         | Taipei         | Salto in lungo | 6ª        | 6,21 m      |       |
| 2017 | Universiadi         | Taipei         | 4×100 m        | Batteria  | dq          |       |
| 2018 | Campionati africani | Asaba          | Salto in lungo | Bronzo    | 6,38 m      |       |
| 2018 | Campionati africani | Asaba          | 4×100 m        | 4ª        | 45"63       |       |
| 2019 | Giochi panafricani  | Rabat          | Salto in lungo | Bronzo    | 6,30 m      |       |
| 2019 | Giochi panafricani  | Rabat          | 4×100 m        | Argento   | 45"54       | [ 2 ] |